# Wydział Wykonawczy Tymczasowej Rady Stanu
Wydział Wykonawczy był organem wykonawczym Tymczasowej Rady Stanu w Królestwie Polskim, w 1917 r. Wydział Wykonawczy został wybrany na drugim posiedzeniu Tymczasowej Rady Stanu, 17 stycznia 1917 r. W dniu 23 stycznia 1917 r. przeprowadzono podział referatów pomiędzy członków Wydziału. Z dniem 2 lutego 1918 r. kompetencje tego organu zostały przejęte przez Radę Ministrów.

## Skład
W skład Wydziału weszli:
- Marszałek Koronny Wacław Niemojowski ,
- Józef Piłsudski – referent wojskowy[1] – do 2 lipca 1917 r.,
- Stanisław Dzierzbicki – Dyrektor Departamentu Skarbu – do 2 lipca 1917 r.,[2]
- Wojciech Rostworowski – Dyrektor Departamentu Spraw Politycznych,
- Michał Łempicki – Dyrektor Departamentu Spraw Wewnętrznych
- Stanisław Janicki – Dyrektor Departamentu Gospodarstwa Społecznego,
- Włodzimierz Kunowski – Dyrektor Departamentu Pracy – do 2 maja 1917 r.,
- Stanisław Bukowiecki – Dyrektor Departamentu Sprawiedliwości,
- Józef Mikułowski-Pomorski – Wicemarszałek Koronny, Dyrektor Departamentu Wyznań Religijnych i Oświecenia Publicznego.

## Zmiany składu
- Kazimierz Natanson – Dyrektor Departamentu Skarbu – od 2 lipca 1917 r.
- Antoni Kaczorowski – Dyrektor Departamentu Pracy – od lipca 1917 r.
- Ludwik Górski – Dyrektor Komisji Wojskowej – od lipca 1917 r.

## Podstawy prawne
Zgodnie z § 6 rozporządzenia o tymczasowej Radzie Stanu w Królestwie Polskiem organ ten miał powołać wydział wykonawczy. Szczegółowe kompetencje Wydziału zostały określone w regulaminie Rady, uchwalonym 30 stycznia 1917 r. Zgodnie z art. 37 dekretu Rady Regencyjnej o tymczasowej organizacji Władz Naczelnych w Królestwie Polskiem z 3 stycznia 1918 r. kompetencje Wydziału Wykonawczego od 1 lutego 1918 r. zostały przejęte przez Radę Ministrów Królestwa Polskiego.